# Yankalilla
Yankalilla – miasto w Australii, w stanie Australia Południowa.